# Mémoire d'Ardèche et Temps Présent
Mémoire d'Ardèche et Temps Présent est une société savante, créée en 1983 sous forme d'une association loi de 1901, acteur de la vie culturelle en Ardèche.
Elle publie 4 fois par an, les Cahiers de Mémoire d’Ardèche et Temps Présent, qui rassemble autour d’un thème donné les meilleurs auteurs régionaux ou universitaires, une somme de documents d’archives inédites, une illustration abondante sur histoire, économie, démographie, sociologie, politique sur l’ancien Vivarais et le département de l’Ardèche avec également des études sur le milieu naturel, la géologie. Des ouvrages d’histoire locale sont également régulièrement publiés et des colloques sont organisés.
En tant que société savante lié à l'histoire, Mémoire d'Ardèche et Temps Présent est affilié au Comité des travaux historiques et scientifiques.
Elle a son siège social aux Archives départementales de l'Ardèche. L'association est forte de 600 adhérents.